# Moyie Springs
Moyie Springs è una città degli Stati Uniti d'America, situata nello Stato dell'Idaho, nella Contea di Boundary.